# 930
Portal Geschichte | Portal Biografien | Aktuelle Ereignisse | Jahreskalender | Tagesartikel

◄ |
9. Jahrhundert |
10. Jahrhundert
| 11. Jahrhundert | ►

◄ |
900er |
910er |
920er |
930er
| 940er | 950er | 960er | ►

◄◄ |
◄ |
926 |
927 |
928 |
929 |
930
| 931 | 932 | 933 | 934 | ► | ►►
Staatsoberhäupter  · Nekrolog
| Januar | Januar | Januar | Januar | Januar | Januar | Januar | Januar |
| Kw     | Mo     | Di     | Mi     | Do     | Fr     | Sa     | So     |
| ------ | ------ | ------ | ------ | ------ | ------ | ------ | ------ |
| 53     |        |        |        |        | 1      | 2      | 3      |
| 1      | 4      | 5      | 6      | 7      | 8      | 9      | 10     |
| 2      | 11     | 12     | 13     | 14     | 15     | 16     | 17     |
| 3      | 18     | 19     | 20     | 21     | 22     | 23     | 24     |
| 4      | 25     | 26     | 27     | 28     | 29     | 30     | 31     |

| Februar | Februar | Februar | Februar | Februar | Februar | Februar | Februar |
| Kw      | Mo      | Di      | Mi      | Do      | Fr      | Sa      | So      |
| ------- | ------- | ------- | ------- | ------- | ------- | ------- | ------- |
| 5       | 1       | 2       | 3       | 4       | 5       | 6       | 7       |
| 6       | 8       | 9       | 10      | 11      | 12      | 13      | 14      |
| 7       | 15      | 16      | 17      | 18      | 19      | 20      | 21      |
| 8       | 22      | 23      | 24      | 25      | 26      | 27      | 28      |

| März | März | März | März | März | März | März | März |
| Kw   | Mo   | Di   | Mi   | Do   | Fr   | Sa   | So   |
| ---- | ---- | ---- | ---- | ---- | ---- | ---- | ---- |
| 9    | 1    | 2    | 3    | 4    | 5    | 6    | 7    |
| 10   | 8    | 9    | 10   | 11   | 12   | 13   | 14   |
| 11   | 15   | 16   | 17   | 18   | 19   | 20   | 21   |
| 12   | 22   | 23   | 24   | 25   | 26   | 27   | 28   |
| 13   | 29   | 30   | 31   |      |      |      |      |

| April | April | April | April | April | April | April | April |
| Kw    | Mo    | Di    | Mi    | Do    | Fr    | Sa    | So    |
| ----- | ----- | ----- | ----- | ----- | ----- | ----- | ----- |
| 13    |       |       |       | 1     | 2     | 3     | 4     |
| 14    | 5     | 6     | 7     | 8     | 9     | 10    | 11    |
| 15    | 12    | 13    | 14    | 15    | 16    | 17    | 18    |
| 16    | 19    | 20    | 21    | 22    | 23    | 24    | 25    |
| 17    | 26    | 27    | 28    | 29    | 30    |       |       |

| Mai | Mai | Mai | Mai | Mai | Mai | Mai | Mai |
| Kw  | Mo  | Di  | Mi  | Do  | Fr  | Sa  | So  |
| --- | --- | --- | --- | --- | --- | --- | --- |
| 17  |     |     |     |     |     | 1   | 2   |
| 18  | 3   | 4   | 5   | 6   | 7   | 8   | 9   |
| 19  | 10  | 11  | 12  | 13  | 14  | 15  | 16  |
| 20  | 17  | 18  | 19  | 20  | 21  | 22  | 23  |
| 21  | 24  | 25  | 26  | 27  | 28  | 29  | 30  |
| 22  | 31  |     |     |     |     |     |     |

| Juni | Juni | Juni | Juni | Juni | Juni | Juni | Juni |
| Kw   | Mo   | Di   | Mi   | Do   | Fr   | Sa   | So   |
| ---- | ---- | ---- | ---- | ---- | ---- | ---- | ---- |
| 22   |      | 1    | 2    | 3    | 4    | 5    | 6    |
| 23   | 7    | 8    | 9    | 10   | 11   | 12   | 13   |
| 24   | 14   | 15   | 16   | 17   | 18   | 19   | 20   |
| 25   | 21   | 22   | 23   | 24   | 25   | 26   | 27   |
| 26   | 28   | 29   | 30   |      |      |      |      |

| Juli | Juli | Juli | Juli | Juli | Juli | Juli | Juli |
| Kw   | Mo   | Di   | Mi   | Do   | Fr   | Sa   | So   |
| ---- | ---- | ---- | ---- | ---- | ---- | ---- | ---- |
| 26   |      |      |      | 1    | 2    | 3    | 4    |
| 27   | 5    | 6    | 7    | 8    | 9    | 10   | 11   |
| 28   | 12   | 13   | 14   | 15   | 16   | 17   | 18   |
| 29   | 19   | 20   | 21   | 22   | 23   | 24   | 25   |
| 30   | 26   | 27   | 28   | 29   | 30   | 31   |      |

| August | August | August | August | August | August | August | August |
| Kw     | Mo     | Di     | Mi     | Do     | Fr     | Sa     | So     |
| ------ | ------ | ------ | ------ | ------ | ------ | ------ | ------ |
| 30     |        |        |        |        |        |        | 1      |
| 31     | 2      | 3      | 4      | 5      | 6      | 7      | 8      |
| 32     | 9      | 10     | 11     | 12     | 13     | 14     | 15     |
| 33     | 16     | 17     | 18     | 19     | 20     | 21     | 22     |
| 34     | 23     | 24     | 25     | 26     | 27     | 28     | 29     |
| 35     | 30     | 31     |        |        |        |        |        |

| September | September | September | September | September | September | September | September |
| Kw        | Mo        | Di        | Mi        | Do        | Fr        | Sa        | So        |
| --------- | --------- | --------- | --------- | --------- | --------- | --------- | --------- |
| 35        |           |           | 1         | 2         | 3         | 4         | 5         |
| 36        | 6         | 7         | 8         | 9         | 10        | 11        | 12        |
| 37        | 13        | 14        | 15        | 16        | 17        | 18        | 19        |
| 38        | 20        | 21        | 22        | 23        | 24        | 25        | 26        |
| 39        | 27        | 28        | 29        | 30        |           |           |           |

| Oktober | Oktober | Oktober | Oktober | Oktober | Oktober | Oktober | Oktober |
| Kw      | Mo      | Di      | Mi      | Do      | Fr      | Sa      | So      |
| ------- | ------- | ------- | ------- | ------- | ------- | ------- | ------- |
| 39      |         |         |         |         | 1       | 2       | 3       |
| 40      | 4       | 5       | 6       | 7       | 8       | 9       | 10      |
| 41      | 11      | 12      | 13      | 14      | 15      | 16      | 17      |
| 42      | 18      | 19      | 20      | 21      | 22      | 23      | 24      |
| 43      | 25      | 26      | 27      | 28      | 29      | 30      | 31      |

| November | November | November | November | November | November | November | November |
| Kw       | Mo       | Di       | Mi       | Do       | Fr       | Sa       | So       |
| -------- | -------- | -------- | -------- | -------- | -------- | -------- | -------- |
| 44       | 1        | 2        | 3        | 4        | 5        | 6        | 7        |
| 45       | 8        | 9        | 10       | 11       | 12       | 13       | 14       |
| 46       | 15       | 16       | 17       | 18       | 19       | 20       | 21       |
| 47       | 22       | 23       | 24       | 25       | 26       | 27       | 28       |
| 48       | 29       | 30       |          |          |          |          |          |

| Dezember | Dezember | Dezember | Dezember | Dezember | Dezember | Dezember | Dezember |
| Kw       | Mo       | Di       | Mi       | Do       | Fr       | Sa       | So       |
| -------- | -------- | -------- | -------- | -------- | -------- | -------- | -------- |
| 48       |          |          | 1        | 2        | 3        | 4        | 5        |
| 49       | 6        | 7        | 8        | 9        | 10       | 11       | 12       |
| 50       | 13       | 14       | 15       | 16       | 17       | 18       | 19       |
| 51       | 20       | 21       | 22       | 23       | 24       | 25       | 26       |
| 52       | 27       | 28       | 29       | 30       | 31       |          |          |

| Januar | Januar | Januar | Januar | Januar | Januar | Januar | Januar |
| Kw     | Mo     | Di     | Mi     | Do     | Fr     | Sa     | So     |
| ------ | ------ | ------ | ------ | ------ | ------ | ------ | ------ |
| 53     |        |        |        |        | 1      | 2      | 3      |
| 1      | 4      | 5      | 6      | 7      | 8      | 9      | 10     |
| 2      | 11     | 12     | 13     | 14     | 15     | 16     | 17     |
| 3      | 18     | 19     | 20     | 21     | 22     | 23     | 24     |
| 4      | 25     | 26     | 27     | 28     | 29     | 30     | 31     |

| Februar | Februar | Februar | Februar | Februar | Februar | Februar | Februar |
| Kw      | Mo      | Di      | Mi      | Do      | Fr      | Sa      | So      |
| ------- | ------- | ------- | ------- | ------- | ------- | ------- | ------- |
| 5       | 1       | 2       | 3       | 4       | 5       | 6       | 7       |
| 6       | 8       | 9       | 10      | 11      | 12      | 13      | 14      |
| 7       | 15      | 16      | 17      | 18      | 19      | 20      | 21      |
| 8       | 22      | 23      | 24      | 25      | 26      | 27      | 28      |

| März | März | März | März | März | März | März | März |
| Kw   | Mo   | Di   | Mi   | Do   | Fr   | Sa   | So   |
| ---- | ---- | ---- | ---- | ---- | ---- | ---- | ---- |
| 9    | 1    | 2    | 3    | 4    | 5    | 6    | 7    |
| 10   | 8    | 9    | 10   | 11   | 12   | 13   | 14   |
| 11   | 15   | 16   | 17   | 18   | 19   | 20   | 21   |
| 12   | 22   | 23   | 24   | 25   | 26   | 27   | 28   |
| 13   | 29   | 30   | 31   |      |      |      |      |

| April | April | April | April | April | April | April | April |
| Kw    | Mo    | Di    | Mi    | Do    | Fr    | Sa    | So    |
| ----- | ----- | ----- | ----- | ----- | ----- | ----- | ----- |
| 13    |       |       |       | 1     | 2     | 3     | 4     |
| 14    | 5     | 6     | 7     | 8     | 9     | 10    | 11    |
| 15    | 12    | 13    | 14    | 15    | 16    | 17    | 18    |
| 16    | 19    | 20    | 21    | 22    | 23    | 24    | 25    |
| 17    | 26    | 27    | 28    | 29    | 30    |       |       |

| Mai | Mai | Mai | Mai | Mai | Mai | Mai | Mai |
| Kw  | Mo  | Di  | Mi  | Do  | Fr  | Sa  | So  |
| --- | --- | --- | --- | --- | --- | --- | --- |
| 17  |     |     |     |     |     | 1   | 2   |
| 18  | 3   | 4   | 5   | 6   | 7   | 8   | 9   |
| 19  | 10  | 11  | 12  | 13  | 14  | 15  | 16  |
| 20  | 17  | 18  | 19  | 20  | 21  | 22  | 23  |
| 21  | 24  | 25  | 26  | 27  | 28  | 29  | 30  |
| 22  | 31  |     |     |     |     |     |     |

| Juni | Juni | Juni | Juni | Juni | Juni | Juni | Juni |
| Kw   | Mo   | Di   | Mi   | Do   | Fr   | Sa   | So   |
| ---- | ---- | ---- | ---- | ---- | ---- | ---- | ---- |
| 22   |      | 1    | 2    | 3    | 4    | 5    | 6    |
| 23   | 7    | 8    | 9    | 10   | 11   | 12   | 13   |
| 24   | 14   | 15   | 16   | 17   | 18   | 19   | 20   |
| 25   | 21   | 22   | 23   | 24   | 25   | 26   | 27   |
| 26   | 28   | 29   | 30   |      |      |      |      |

| Juli | Juli | Juli | Juli | Juli | Juli | Juli | Juli |
| Kw   | Mo   | Di   | Mi   | Do   | Fr   | Sa   | So   |
| ---- | ---- | ---- | ---- | ---- | ---- | ---- | ---- |
| 26   |      |      |      | 1    | 2    | 3    | 4    |
| 27   | 5    | 6    | 7    | 8    | 9    | 10   | 11   |
| 28   | 12   | 13   | 14   | 15   | 16   | 17   | 18   |
| 29   | 19   | 20   | 21   | 22   | 23   | 24   | 25   |
| 30   | 26   | 27   | 28   | 29   | 30   | 31   |      |

| August | August | August | August | August | August | August | August |
| Kw     | Mo     | Di     | Mi     | Do     | Fr     | Sa     | So     |
| ------ | ------ | ------ | ------ | ------ | ------ | ------ | ------ |
| 30     |        |        |        |        |        |        | 1      |
| 31     | 2      | 3      | 4      | 5      | 6      | 7      | 8      |
| 32     | 9      | 10     | 11     | 12     | 13     | 14     | 15     |
| 33     | 16     | 17     | 18     | 19     | 20     | 21     | 22     |
| 34     | 23     | 24     | 25     | 26     | 27     | 28     | 29     |
| 35     | 30     | 31     |        |        |        |        |        |

| September | September | September | September | September | September | September | September |
| Kw        | Mo        | Di        | Mi        | Do        | Fr        | Sa        | So        |
| --------- | --------- | --------- | --------- | --------- | --------- | --------- | --------- |
| 35        |           |           | 1         | 2         | 3         | 4         | 5         |
| 36        | 6         | 7         | 8         | 9         | 10        | 11        | 12        |
| 37        | 13        | 14        | 15        | 16        | 17        | 18        | 19        |
| 38        | 20        | 21        | 22        | 23        | 24        | 25        | 26        |
| 39        | 27        | 28        | 29        | 30        |           |           |           |

| Oktober | Oktober | Oktober | Oktober | Oktober | Oktober | Oktober | Oktober |
| Kw      | Mo      | Di      | Mi      | Do      | Fr      | Sa      | So      |
| ------- | ------- | ------- | ------- | ------- | ------- | ------- | ------- |
| 39      |         |         |         |         | 1       | 2       | 3       |
| 40      | 4       | 5       | 6       | 7       | 8       | 9       | 10      |
| 41      | 11      | 12      | 13      | 14      | 15      | 16      | 17      |
| 42      | 18      | 19      | 20      | 21      | 22      | 23      | 24      |
| 43      | 25      | 26      | 27      | 28      | 29      | 30      | 31      |

| November | November | November | November | November | November | November | November |
| Kw       | Mo       | Di       | Mi       | Do       | Fr       | Sa       | So       |
| -------- | -------- | -------- | -------- | -------- | -------- | -------- | -------- |
| 44       | 1        | 2        | 3        | 4        | 5        | 6        | 7        |
| 45       | 8        | 9        | 10       | 11       | 12       | 13       | 14       |
| 46       | 15       | 16       | 17       | 18       | 19       | 20       | 21       |
| 47       | 22       | 23       | 24       | 25       | 26       | 27       | 28       |
| 48       | 29       | 30       |          |          |          |          |          |

| Dezember | Dezember | Dezember | Dezember | Dezember | Dezember | Dezember | Dezember |
| Kw       | Mo       | Di       | Mi       | Do       | Fr       | Sa       | So       |
| -------- | -------- | -------- | -------- | -------- | -------- | -------- | -------- |
| 48       |          |          | 1        | 2        | 3        | 4        | 5        |
| 49       | 6        | 7        | 8        | 9        | 10       | 11       | 12       |
| 50       | 13       | 14       | 15       | 16       | 17       | 18       | 19       |
| 51       | 20       | 21       | 22       | 23       | 24       | 25       | 26       |
| 52       | 27       | 28       | 29       | 30       | 31       |          |          |

## Ereignisse

### Politik und Weltgeschehen

#### Europa
- König Hugo I. von Italien und Nieder-Burgund überlässt seinem Bruder Lambert die Markgrafschaft Tuscien.
- König Æthelstan von Wessex festigt sein Reich durch eine Hof- und Kanzleiverwaltung. Die Shires werden auf Northumbria ausgedehnt.
- In Island leben über 20.000 Menschen, überwiegend politische Flüchtlinge. Es sind freie Bauern, die sich mit dem Althing eine Art von Parlament schaffen.

#### Japan
- 23. Oktober: Tennō Daigo von Japan stirbt. Sein siebenjähriger Sohn Suzaku wird sein Nachfolger. Die Regierungsgeschäfte werden von Fujiwara no Tadahira als Regent übernommen. Obwohl bereits zwei andere Mitglieder des Hauses als Regenten fungiert haben, entwickeln sich die Modalitäten des sesshō-Systems erst zu seiner Zeit.

#### Urkundliche Ersterwähnungen
- Erste urkundliche Erwähnung von Nieder-Mockstadt und des Dorfes Hlarflatia, heute Larrelt (Stadtteil von Emden), sowie von Sent
- um 930: Die Veste Wachsenburg wird errichtet. Der Bau wird durch die Reichsabtei Hersfeld zur Sicherung der umfangreichen Besitzungen im Gebiet von Arnstadt vorangetrieben.

### Religion
- Isangrim wird Bischof von Regensburg als Nachfolger des verstorbenen Tuto.

## Geboren

### Genaues Geburtsdatum unbekannt
- Yaqub ibn Killis, jüdischer Wesir unter den Fatimiden (gest. 991)

### Geboren um 930
- Abū Tamīm Maʿadd al-Muʿizz li-Dīn Allāh, vierter Kalif der Fatimiden und 14. Imam der Ismailiten († 975)
- Liudolf, ostfränkischer Adeliger und Rebell, Herzog von Schwaben († 957)
- Wichmann II., ostfränkischer Adeliger und Rebell, Graf in vielen Gauen in Engern († 967)

## Gestorben

### Todesdatum gesichert
- 2. April: Adémar, Graf von Poitou und Graf von Angoulême (* um 860)
- 20. Juni: Hucbald, flandrischer Mönch und Musiktheoretiker (* um 840)
- 10. Oktober: Tuto, Bischof von Regensburg und katholischer Seliger
- 23. Oktober: Daigo, Kaiser von Japan (* 885)

### Genaues Todesdatum unbekannt
- Johannes, bulgarischer Exarch und Schriftsteller (* um 850)

### Gestorben um 930
- Lestek, Fürst der Polanen
- 930/931: Eadgar, Bischof von Hereford